# Cacca nello spazio
Cacca nello spazio è un singolo del rapper italiano Caparezza, pubblicato il 29 giugno 2009 come quinto estratto dal quarto album in studio Le dimensioni del mio caos.

## Descrizione
Si tratta di un pezzo dall'atmosfera elettropop che si rifà alle sigle dei vecchi cartoni animati con il solito mix ironico proprio dell'artista. Nel brano si descrive l'inaugurazione dello spazioporto di Puglia, un'immensa opera fatta costruire dai politici per vincere le elezioni. Inoltre critica i ministri di questo partito, chiamato "Fronte dell'uomo qualcuno".

## Video musicale
Il videoclip, girato da Stefano Bertelli, consiste in riprese dove viene mostrata in vari luoghi di una città la figura di Caparezza ritratta in diversi volantini, che indicano un suo concerto che si dovrebbe tenere il 31 febbraio, giorno inesistente.

## Formazione
Musicisti
- Caparezza – voce
- Rino Corrieri – batteria acustica
- Giovanni Astorino – basso elettrico, violoncello
- Alfredo Ferrero – chitarra, banjo
- Gaetano Camporeale – Fender Rhodes, Wurlitzer, Hammond, fisarmonica
- I Cantori Nesi – cori
  - Roberta Magnetti
  - Roberta Bacciolo
  - Elena Bacciolo
  - Marino Paira
  - Silvano Borgata
  - Claudio Bovo
  - Bip Gismondi

Produzione
- Carlo U. Rossi – produzione artistica, registrazione, missaggio
- Caparezza – produzione artistica, preproduzione
- Claudio Ongaro – produzione esecutiva
- Antonio Baglio – mastering